# Klaus-Peter Jebens
Klaus Peter Jebens (* 1961/1962) ist ein deutscher Unternehmer und Eishockeyfunktionär.

## Leben
Jebens, ein früherer Badminton-Spieler im Leistungsbereich beim Walddörfer SV, lernte Bankkaufmann und wurde später Agraringenieur. Ab 1992 setzte er mit dem Unternehmen Jebens Industriebau GmbH den Bau des Gewerbegebietes Merkur Park in Hamburg-Rahlstedt um.
1994 übernahm er die Geschäftsführung der 1970 gegründeten Jebens Industriebau GmbH und der Jebens KG. Er richtete das Geschäftsfeld insbesondere auf den Bereich Gewerbeimmobilien aus. 1996 gründete er das Unternehmen Merkur Veranstaltungs- und Marketing GmbH, das den Spielbetrieb der Crocodiles Hamburg übernahm, Jebens war Gesellschafter der GmbH. Die Mannschaft stieg in die zweite Liga auf. Im April 2000 stand die Hamburger Eishockeymannschaft vor dem Sprung in die Deutsche Eishockey Liga (DEL), als die Übernahme der DEL-Teilnahmeberechtigung der Starbulls Rosenheim durch Jebens’ Merkur GmbH im Raum stand. Jebens plante, für einen solchen Schritt eine neue Eishalle am Berner Heerweg in Hamburg-Farmsen für 80 Millionen D-Mark und mit einem Zuschauerfassungsvermögen von 10 000 bauen zu lassen und kündigte an, beim Scheitern dieses Vorhabens, eine Halle an einem anderen Standort errichten zu lassen. Dem Wechsel des Teilnahmerechts von Rosenheim nach Hamburg wurde von der DEL-Gesellschafterversammlung nicht zugestimmt. Nachdem feststand, dass nicht Jebens’ Hallenbauplan in Hamburg-Farmsen umgesetzt, sondern eine Veranstaltungshalle am Hamburger Volkspark von anderen Investoren errichtet werden würde und ein Umzug der Crocodiles Hamburg in den Volkspark platzte, zog Jebens die Hamburger Zweitligamannschaft zurück und löste die Betriebsgesellschaft der Crocodiles auf. Jebens, der zu „den großen Machern der Hamburger Sport-Szene“ gezählt und als „eine der interessantesten Figuren der Hamburger Sport-Szene“ bezeichnet wurde, unterstützte auch die Fußballmannschaft des Meiendorfer SV sowie das Badminton-Turnier Hamburg-Cup mit seinem Unternehmen finanziell.
Als Gesellschafter brachte er sich ab 2017 bei der neugegründeten 1. Hamburger Eissport GmbH ein, die den Spielbetrieb der Crocodiles Hamburg vom Farmsener TV übernahm. Die GmbH stellte im Dezember 2018 einen Insolvenzantrag. 2019 begann die Umsetzung des von seinem Unternehmen Jebens Industriebau GmbH geplanten Gewerbegebiets Victoria Park in Hamburg-Rahlstedt.